# Mozartkugel

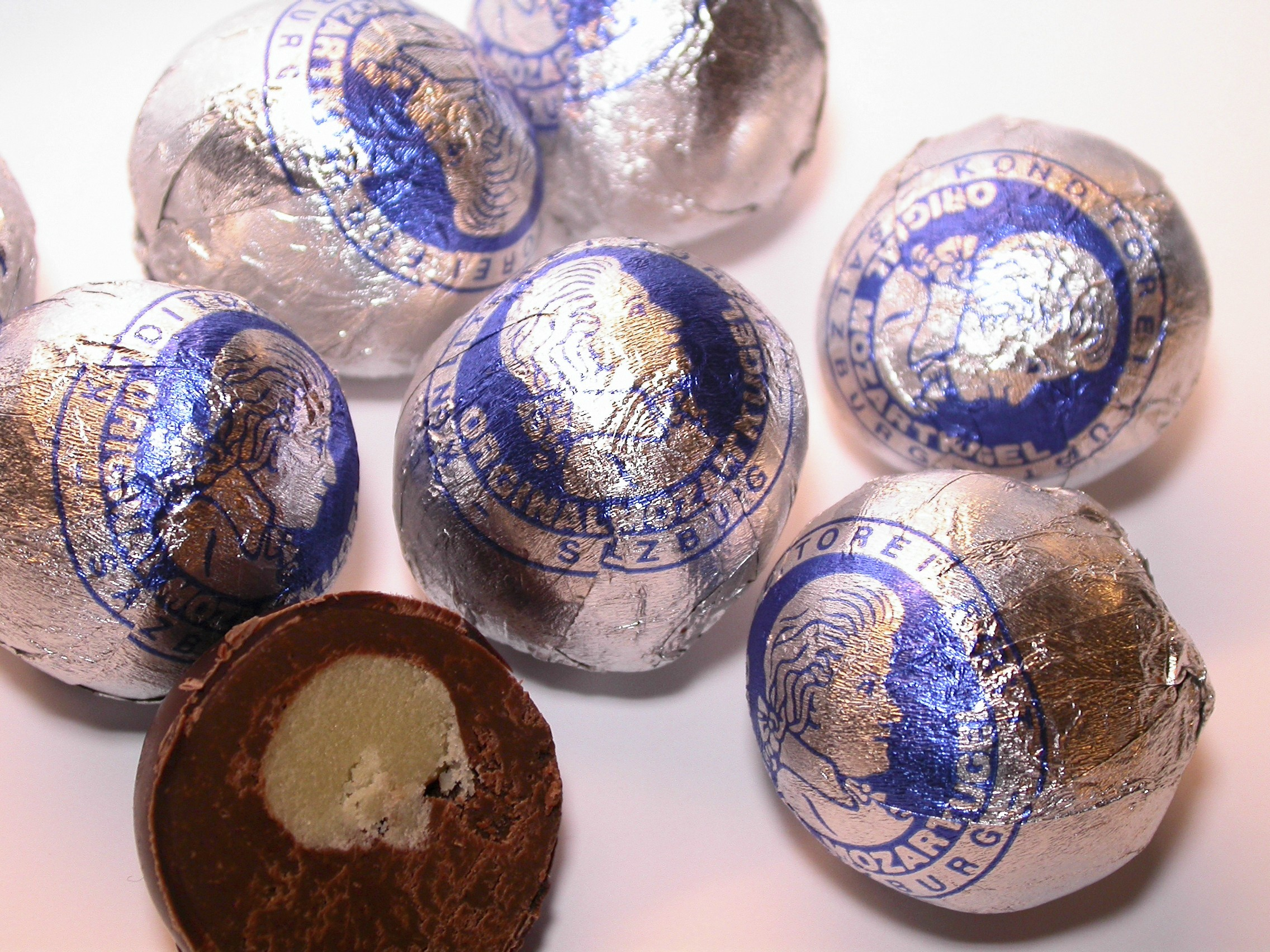
Originele Salzburger Mozartkugels gemaakt door banketbakkerij Fürst

Mozartkugels zijn bonbons met een kern van pistachenoten en marsepein, daaromheen noga van hazelnoot, amandelen en groene pistache, en een buitenkant van chocolade. Ze zijn in 1890 bedacht door de banketbakker Paul Fürst uit Salzburg in Oostenrijk. Ze zijn naar Wolfgang Amadeus Mozart genoemd en heetten oorspronkelijk Mozartbonbons.
Hoewel deze van Fürst de originele zijn (met zilver-blauwe verpakking), zijn vooral de imitaties van de firma's Mirabell uit Grödig bij Salzburg en Reber uit Bad Reichenhall (met de goud-rode verpakking) een toeristisch en commercieel succes.